# Isländischer Fußballpokal der Männer 2015
Der isländische Fußballpokal 2015 war die 56. Austragung des isländischen Pokalwettbewerbs der Männer. Pokalsieger wurde Valur Reykjavík. Das Team setzte sich am 15. August 2015 im Laugardalsvöllur von Reykjavík gegen Titelverteidiger KR Reykjavík durch und qualifizierte sich damit für die Europa League.

## Modus
Die Begegnungen wurden in einem Spiel ausgetragen. In den ersten zwei Runden nahmen Vereine ab der zweiten Liga abwärts teil. Die Vereine der ersten Liga stiegen erst in der 3. Runde ein. Bei unentschiedenem Ausgang wurde das Spiel zunächst verlängert und gegebenenfalls durch Elfmeterschießen entschieden.

## 1. Runde
| Datum      |                             | Ergebnis              |                       |
| ---------- | --------------------------- | --------------------- | --------------------- |
| 01.05.2015 | Vængir Júpiters             | 3:1 n. V.             | Gnúpverjar Reykjavík  |
| 01.05.2015 | Víðir Garði                 | 1:2 n. V.             | Kría Seltjarnarnes    |
| 01.05.2015 | Skínandi Garðabær           | 6:2                   | KFR Hella/Hvolsvöllur |
| 01.05.2015 | KB Breiðholts               | 2:4                   | UMF Þróttur Vogar     |
| 01.05.2015 | Árborg Selfoss              | 9:0                   | Kóngarnir Reykjavík   |
| 01.05.2015 | Höttur Egilsstaðir          | 16:00                 | Hrafnkell Freysgoði   |
| 02.05.2015 | Mídas Reykjavík             | 3:4 n. V.             | Vatnaliljur Kópavogur |
| 02.05.2015 | Nökkvi Akureyri             | 0:1                   | KS Dalvík/Reynir      |
| 02.05.2015 | Snæfell Stykkishólmur       | 1:7                   | KH Hlíðarendi         |
| 02.05.2015 | Stál-úlfur Kópavogur        | 2:6                   | Ægir þorlákshöfn      |
| 02.05.2015 | ÍH Hafnarfjörður            | 0:2                   | Örninn Kópavogur      |
| 02.05.2015 | Hamar Hveragerði            | 0:7                   | Kári Akranes          |
| 02.05.2015 | Elliði Reykjavík            | 0:4 n. V.             | Léttir Reykjavík      |
| 02.05.2015 | KF Vesturbæjar              | 3:0                   | SR Reykjavik          |
| 02.05.2015 | Hörður Isafjörður           | 0:5                   | KFG Garðabær          |
| 02.05.2015 | Hamrarnir Akureyri          | 0:4                   | Magni Grenivík        |
| 02.05.2015 | UMF Einherji                | 2:4                   | UMF Sindri Höfn       |
| 03.05.2015 | Völsungur Húsavík           | 2:0                   | KS Fjallabyggðar      |
| 03.05.2015 | Ísbjörninn Kópavogur        | 0:9                   | Reynir Sandgerði      |
| 03.05.2015 | UMF Njarðvík                | 8:0                   | Afríka Reykjavík      |
| 03.05.2015 | UMF Álftanes                | 2:0                   | KFS Vestmannaeyja     |
| 03.05.2015 | Hvíti riddarinn Mosfellsbær | 2:7                   | Augnablik Kópavogur   |
| 03.05.2015 | Leiknir Fáskrúðsfjörður     | 0:0 n. V. (6:5 i. E.) | Huginn Seyðisfjörður  |
| 06.05.2015 | Ármann Reykjavík            | 2:4                   | Berserkir Reykjavík   |
| 09.05.2015 | UMF Skallagrímur            | 11:00                 | UMF Stokkseyri        |

## 2. Runde
| Datum      |                         | Ergebnis                |                      |
| ---------- | ----------------------- | ----------------------- | -------------------- |
| 18.05.2015 | UMF Grindavík           | 1:0                     | UMF Þróttur Vogar    |
| 18.05.2015 | Ægir þorlákshöfn        | 0:3                     | KF Vesturbæjar       |
| 18.05.2015 | KH Hlíðarendi           | 0:3                     | HK Kópavogur         |
| 18.05.2015 | KFG Garðabær            | 2:1                     | Árborg Selfoss       |
| 19.05.2015 | ÍF Grótta               | 0:2                     | Fram Reykjavík       |
| 19.05.2015 | Reynir Sandgerði        | 0:2                     | UMF Selfoss          |
| 19.05.2015 | Völsungur Húsavík       | 1:1 n. V. (13:12 i. E.) | Magni Grenivík       |
| 19.05.2015 | þór Akureyri            | 2:0                     | UMF Tindastóll       |
| 19.05.2015 | BÍ/Bolungarvík          | 6:0                     | UMF Skallagrímur     |
| 19.05.2015 | UMF Víkingur            | 2:1                     | Haukar Hafnarfjörður |
| 19.05.2015 | ÍR Reykjavik            | 0:1                     | Léttir Reykjavík     |
| 19.05.2015 | UMF Sindri Höfn         | 0:0 n. V. (2:3 i. E.)   | Höttur Egilsstaðir   |
| 19.05.2015 | KA Akureyri             | 6:0                     | KS Dalvík/Reynir     |
| 19.05.2015 | Leiknir Fáskrúðsfjörður | 1:1 n. V. (6:7 i. E.)   | KFF Fjarðabyggðar    |
| 19.05.2015 | Augnablik Kópavogur     | 1:4                     | UMF Njarðvík         |
| 19.05.2015 | Örninn Kópavogur        | 2:4 n. V.               | Kári Akranes         |
| 19.05.2015 | Kría Seltjarnarnes      | 0:1 n. V.               | UMF Álftanes         |
| 19.05.2015 | Vatnaliljur Kópavogur   | 2:1                     | Berserkir Reykjavík  |
| 20.05.2015 | þróttur Reykjavík       | 3:0                     | Vængir Júpiters      |
| 20.05.2015 | UMF Afturelding         | 2:0                     | Skínandi Garðabær    |

## 3. Runde
Teilnehmer: Die 20 Sieger der 2. Runde und die 12 Vereine der Pepsideild 2015.
| Datum      |                       | Ergebnis              |                      |
| ---------- | --------------------- | --------------------- | -------------------- |
| 02.06.2015 | KFF Fjarðabyggðar     | 4:0                   | Kári Akranes         |
| 02.06.2015 | KA Akureyri           | 4:0                   | UMF Álftanes         |
| 02.06.2015 | Völsungur Húsavík     | 3:4                   | UMF Grindavík        |
| 02.06.2015 | KF Vesturbæjar        | 2:1                   | Fram Reykjavík       |
| 02.06.2015 | þróttur Reykjavík     | 4:1                   | BÍ/Bolungarvík       |
| 02.06.2015 | Vatnaliljur Kópavogur | 0:3                   | UMF Afturelding      |
| 03.06.2015 | Léttir Reykjavík      | 0:6                   | ÍBV Vestmannaeyja    |
| 03.06.2015 | þór Akureyri          | 2:3                   | UMF Víkingur         |
| 03.06.2015 | Fylkir Reykjavík      | 3:2                   | UMF Njarðvík         |
| 03.06.2015 | FH Hafnarfjörður      | 2:1                   | HK Kópavogur         |
| 03.06.2015 | ÍA Akranes            | 0:3                   | Fjölnir Reykjavík    |
| 03.06.2015 | Víkingur Reykjavík    | 2:0 n. V.             | Höttur Egilsstaðir   |
| 03.06.2015 | Valur Reykjavík       | 4:0                   | UMF Selfoss          |
| 03.06.2015 | UMF Stjarnan          | 1:1 n. V. (6:5 i. E.) | Leiknir Reykjavík    |
| 03.06.2015 | Keflavík ÍF           | 0:5                   | KR Reykjavík         |
| 04.06.2015 | KFG Garðabær          | 1:3                   | Breiðablik Kópavogur |

## Achtelfinale
| Datum      |                      | Ergebnis  |                   |
| ---------- | -------------------- | --------- | ----------------- |
| 18.06.2015 | þróttur Reykjavík    | 0:2       | ÍBV Vestmannaeyja |
| 18.06.2015 | KFF Fjarðabyggðar    | 0:4       | Valur Reykjavík   |
| 18.06.2015 | Breiðablik Kópavogur | 0:1 n. V. | KA Akureyri       |
| 18.06.2015 | Víkingur Reykjavík   | 1:0       | UMF Afturelding   |
| 18.06.2015 | KF Vesturbæjar       | 1:7       | KR Reykjavík      |
| 18.06.2015 | Fjölnir Reykjavík    | 4:0       | UMF Víkingur      |
| 18.06.2015 | FH Hafnarfjörður     | 2:1       | UMF Grindavík     |
| 18.06.2015 | UMF Stjarnan         | 0:3       | Fylkir Reykjavík  |

## Viertelfinale
| Datum      |                    | Ergebnis |                   |
| ---------- | ------------------ | -------- | ----------------- |
| 04.07.2015 | ÍBV Vestmannaeyja  | 4:0      | Fylkir Reykjavík  |
| 05.07.2015 | Víkingur Reykjavík | 1:2      | Valur Reykjavík   |
| 05.07.2015 | KR Reykjavík       | 2:1      | FH Hafnarfjörður  |
| 06.07.2015 | KA Akureyri        | 2:1      | Fjölnir Reykjavík |

## Halbfinale
| Datum      |              | Ergebnis              |                   |
| ---------- | ------------ | --------------------- | ----------------- |
| 29.07.2015 | KA Akureyri  | 1:1 n. V. (3:5 i. E.) | Valur Reykjavík   |
| 30.07.2015 | KR Reykjavík | 4:1                   | ÍBV Vestmannaeyja |

## Finale
| Paarung         | Valur Reykjavík – KR Reykjavík |
| Ergebnis        | 2:0 (0:0) |
| Datum           | 15. August 2015 |
| Stadion         | Laugardalsvöllur, Reykjavík |
| Zuschauer       | 5.751 |
| Schiedsrichter  | Erlendur Eiríksson |
| Tore            | 1:0 Bjarni Ólafur Eiríksson (72.) 2:0 Kristinn Ingi Halldórsson (87.) |
| Valur Reykjavík | Ingvar Þór Kale – Thomas Guldborg Christensen, Orri Sigurður Ómarsson, Bjarni Ólafur Eiríksson, Andri Fannar Stefánsson – Kristinn Freyr Sigurðsson (88. Iain Williamson), Haukur Páll Sigurðsson, Mathias Schlie, Sigurður Egill Lárusson (85. Einar Karl Ingvarsson) – Kristinn Ingi Halldórsson, Patrick Pedersen (80. Andri Adolphsson). Cheftrainer: Ólafur Davíð Jóhannesson |
| KR Reykjavík    | Stefán Logi Magnússon – Rasmus Christiansen, Skúli Jón Friðgeirsson, Aron Bjarki Jósepsson, Gunnar Þór Gunnarsson – Jónas Guðni Sævarsson (74. Þorsteinn Már Ragnarsson), Pálmi Rafn Pálmason, Almarr Ormarsson, Jacob Toppel Schoop – Óskar Örn Hauksson (70. Søren Frederiksen), Hólmbert Aron Friðjónsson (55. Gary John Martin). Cheftrainer: Bjarni Guðjónsson                |
| Gelbe Karten    | Thomas Guldborg Christensen, Haukur Páll Sigurðsson, Andri Fannar Stefánsson – Skúli Jón Friðgeirsson, Þorsteinn Már Ragnarsson |